# Renesančna umetnost
Renesančna umetnost je slikarstvo, kiparstvo in dekorativna umetnost obdobja evropske zgodovine, ki se je v Italiji pojavila kot poseben slog okoli leta 1400, vzporedno z razvojem v filozofiji, literaturi, glasbi in znanosti. Renesančna umetnost, ki jo dojemajo kot najplemenitejšo starodavno tradicijo, je kot temelj umetnosti klasične antike spremenila to tradicijo tako, da je prevzela najnovejša dogajanja v severni Evropi in uporabila sodobna znanstvena spoznanja. Renesančna umetnost se je z renesančno humanistično filozofijo, razširila po vsej Evropi in vplivala na umetnike in njihove pokrovitelje z razvojem novih tehnik in novih umetniških občutij. Renesančna umetnost označuje prehod Evrope od srednjeveškega obdobja do zgodnje moderne dobe.
V mnogih delih Evrope je bila zgodnja renesančna umetnost ustvarjena vzporedno s pozno srednjeveško umetnostjo. Renesančna umetnost (slikarstvo, kiparstvo, arhitektura, glasba in literatura) je nastala v 14., 15. in 16. stoletju v Evropi pod vplivom povečane ozaveščenosti o naravi, oživitve klasičnega učenja in bolj individualističnega pogleda na človeka. Znanstveniki ne verjamejo več, da je renesansa zaznamovala nenaden prekinitev srednjeveških vrednot, kot to nakazuje francoska renesansa, ki je dobesedno »preporod«. Srednjeveško obdobje je postalo prevladujoče v Italiji v 15. in 16. stoletju hkrati s socialnimi in gospodarskimi spremembami, kot sta sekularizacija vsakdanjega življenja, vzpon racionalnega denarno-kreditnega gospodarstva in močno povečana socialna mobilnost. Vplivi na razvoj renesančnih moških in žensk v začetku 15. stoletja so tisti, ki so vplivali tudi na filozofijo, literaturo, arhitekturo, teologijo, znanost, vlado in druge vidike družbe. Naslednji seznam predstavlja povzetek, ki je podrobneje obravnavan v glavnih členih, ki so navedeni zgoraj:
- Klasična besedila, ki so bila izgubljena za evropske učenjake že stoletja, so postala dostopna. Med njimi so bile filozofija, proza, poezija, drama, znanost, teza o umetnosti in zgodnja krščanska teologija.
- Istočasno je Evropa pridobila dostop do napredne matematike, ki se je pojavila v delih islamskih učenjakov.
- Pojav tiskanja v 15. stoletju je omogočil enostavno razširjanje idej in vedno večje število knjig, namenjenih širši javnosti.
- Ustanovitev banke Medičejcev in kasnejša trgovina, ki jo je ustvarila, je prinesla izjemno bogastvo v eno samo italijansko mesto Firence.
- Cosimo de 'Medici je postavil nov standard pokroviteljstva umetnosti, ki ni povezan s cerkvijo ali monarhijo.
- Humanistična filozofija je pomenila, da človeški odnos do človeštva, vesolja in Boga ni več izključna domena Cerkve.
- Ponovno oživljeno zanimanje za klasiko je prineslo prvo arheološko študijo o rimskih ostankih arhitekta Brunelleschija in kiparja Donatella. Oživljanje sloga arhitekture, ki temelji na klasičnih precedensih, je navdihnilo ustrezen klasicizem v slikarstvu in kiparstvu, ki se je manifestiral že v 1420-ih letih v slikah Masaccia in Uccella.
- Izboljšanje oljne barve in razvoj tehnik oljnega slikarstva nizozemskih umetnikov, kot so Robert Campin, Jan van Eyck, Rogier van der Weyden in Hugo van der Goes, je privedlo do njegovega sprejetja v Italiji od približno 1475 in je imelo končno trajne učinke na slikanje po vsem svetu.
- Naključna prisotnost v Firencah v zgodnjem 15. stoletju nekaterih posameznikov umetniškega genija, predvsem Masaccio, Brunelleschi, Ghiberti, Piero della Francesca, Donatello in Michelozzo so oblikovali etos, iz katerega so izrasli veliki mojstri visoke renesanse ter podpira in spodbuja veliko manj umetnikov, da dosežejo delo izjemne kakovosti [1].
- Podobna dediščina umetniških dosežkov se je zgodila v Benetkah skozi nadarjeno družino Bellini, vpliv Mantegna, Giorgioneja, Tiziana in  Tintoretta. [2][3]
- Izid dveh razprav Leonea Battiste Albertija, De Pitura (O slikarstvu), 1435 in De re aedificatoria (Deset knjig o arhitekturi), 1452

## Zgodovina

### Protorenesansa v Italiji, 1280–1400
V Italiji je v poznem 13. in začetku 14. stoletja kip Nicole Pisana in njegovega sina Giovannija Pisana, ki sta delala v Pisi, Sieni in Pistoi, z izrazito klasicističnim nagnjenjem, na kar je verjetno vplivalo poznavanje teh umetnikov s starim rimskim sarkofagom. Njihovi mojstrovini sta prižnica baptisterija in stolnice v Pisi.
Sodobnik Giovannija Pisana, florentinski slikar Giotto, je razvil figurativno sliko, ki je bila v primerjavi z njegovimi sodobniki in učiteljem Cimabueom izjemno naturalistična, tridimenzionalna, realistična in klasicistična. Giotto, katerega največje delo je cikel Kristusovo življenje v kapeli Scrovegni v Padovi, je biograf 16. stoletja Giorgio Vasari videl kot »reševanje in obnavljanje umetnosti« iz »surovega, tradicionalnega, bizantinskega sloga«, ki je prevladoval v Italiji 13. stoletja.

### Staronizozemska umetnost, 1425–1525
Slikarji Nizozemskih dežel so bili v tem obdobju Jan van Eyck, njegov brat Hubert van Eyck, Robert Campin, Hans Memling, Rogier van der Weyden in Hugo van der Goes. Njihovo slikanje se je razvilo delno neodvisno od zgodnjega italijanskega renesančnega slikanja in brez vpliva premišljenega in zavestnega prizadevanja za oživitev antike.
Slog slikarstva je izšel neposredno iz srednjeveškega slikarstva v temperi, na ploščah in iluminiranih rokopisih ter v drugih oblikah, kot je vitraj; freska je bila v severni Evropi manj pogosta. Uporabljena je bila oljna barva, ki se je dolgo uporabljala za slikanje usnjenih obrednih ščitov in oblačil, ker je bila fleksibilna in razmeroma trajna. Najstarejše nizozemske oljne slike so zelo natančne in podrobne, kot slikanje s tempero. Material je poskrbel za upodobitev tonskih variacij in teksture, kar je omogočilo podrobno opazovanje narave.
Nizozemski slikarji niso ustvarjali slike skozi okvir linearne perspektive in pravilnega razmerja. Ohranili so srednjeveški pogled na hierarhični delež in verski simbolizem, medtem ko so uživali v realistični obravnavi materialnih elementov, tako naravnih kot umetnih. Jan van Eyck, s svojim bratom Hubertom, je naslikal Gentski oltar: Čaščenje mitičnega jagnjeta. Zelo verjetno je, da se je Antonello da Messina seznanil z delom Van Eycka, medtem ko je bil ta v Neaplju ali na Siciliji. Leta 1475 je v Firence prispel Portinarijev oltar Huga van der Goesa, ki naj bi močno vplival na številne slikarje, saj je takoj za tem Domenico Ghirlandaio poslikal oltar, ki posnema njegove elemente.
Zelo pomemben nizozemski slikar ob koncu obdobja je bil Hieronymus Bosch, ki je uporabil vrsto izmišljenih oblik, ki so jih pogosto uporabljali za dekoracijo meja in črk v iluminiranih rokopisih, ki združujejo rastlinske in živalske oblike z arhitektonskimi. Če jih vzamemo iz konteksta iluminacije in naselimo z ljudmi, dajejo Boscheve slike nadrealistično kvaliteto, ki nima nobenega vzporednika pri delu katerega koli drugega renesančnega slikarja. Njegova mojstrovina je triptih Vrt zemeljskih naslad.

### Zgodnja renesansa v Italiji, 1400–1479
Čeprav so imeli brata Pisano in Giotto študente in privržence, prvi resnični renesančni umetniki niso smeli nastopiti v Firencah do leta 1401, ko je potekal natečaj za izdelavo niza bronastih vrat krstilnice stolnice v Firencah v katerem je sodelovalo sedem mladih kiparjev, med njimi Brunelleschi, Donatello in zmagovalec Lorenzo Ghiberti. Brunelleschi, najbolj znan kot arhitekt kupole Firenške stolnice in bazilike svetega Lovrenca, je ustvaril številna kiparska dela, vključno z Križanjem v naravni velikosti v Santa Maria Noveli, ki je znan po svojem naturalizmu. Njegova študija perspektive naj bi vplivala na slikarja Masaccia. Donatello je postal znan kot največji kipar zgodnje renesanse, njegove mojstrovine pa so bili njegov humanistični in nenavadno erotični kip Davida, ena izmed ikon Florentinske republike in njegov velik spomenik Gattamelato, prvi veliki konjeniški bron, ki je nastal po rimskem obdobju in predstavlja kondotjera Erasma of Narnija.
Sodobnik Donatella, Masaccio, je bil slikarski naslednik Giotta in je začel zgodnjo renesanso v italijanskem slikarstvu leta 1425, s čimer je nadaljeval trend trdnosti oblike in naturalizma obraza in geste, ki ga je Giotto začel stoletje prej. V 1420-ih je Masaccio zaključil več plošč, vendar je najbolj znan po freskalnem ciklu, ki ga je začel v Kapela družine Brancacci s starejšim umetnikom Masolinom in ki je imel velik vpliv na kasnejše slikarje, vključno z Michelangelom. Masacciovo gibanje se je nadaljevalo v slikah Fra Angelica, zlasti v njegovih freskah v samostanu San Marco v Firencah.
Obravnavanje elementov perspektive in svetlobe v slikarstvu je še posebej zanimalo florentinske slikarje  15. stoletja. Uccello je bil tako obseden s tem, da je poskušal doseči videz perspektive, ki je po besedah Vasarija motila njegovo spanje. Njegove rešitve so razvidne iz njegovega mojstrskega sklopa treh slik, bitke pri San Romanu, za katero se domneva, da je bila dokončana do leta 1460. Piero della Francesca je izvedel sistematične in znanstvene študije tako svetlobe kot linearne perspektive, katere rezultate je mogoče videti v njegovem ciklu fresk Legenda Pravega križa v baziliki svetega Frančiška v Arezzu.
V Neaplju je slikar Antonello da Messina začel uporabljati oljne barve za portrete in verske slike datirane pred drugimi italijanskimi slikarji, verjetno okoli leta 1450. To tehniko je ponesel severno in vplival na slikarje v Benetkah. Eden najpomembnejših slikarjev severne Italije je bil Andrea Mantegna, ki je okrasil notranjost sobe, Camera degli Sposi za svojega pokrovitelja Ludovica Gonzaga, ki je portrete družine in dvora postavil v iluzionistični arhitekturni prostor.
Konec obdobja zgodnje renesanse v italijanski umetnosti je, tako kot njegov začetek, zaznamovalo posebno naročilo, ki je umetnike pritegnil, tokrat v sodelovanje in ne v tekmovanje. Papež Sikst IV. je obnovil Papeško kapelo, imenovano Sikstinska kapela v njegovo čast in naročil skupini umetnikov, (Sandro Botticelli, Pietro Perugino, Domenico Ghirlandaio in Cosimo Rosselli), da okrasijo stene s freskami, ki prikazujejo Življenje Kristusa in Življenje Mojzesa. Na šestnajstih velikih slikah so se umetniki, čeprav so delali v svojem individualnem slogu, strinjali z načeli formata in uporabili tehnike svetlobe, linearno in atmosfersko perspektivo, anatomijo, skrajšanje in karakterizacijo, ki so jo prenesli do visoke točke veliki florentinski studii Ghiberti, Verrocchio, Ghirlandaio in Perugino.

### Zgodnja renesansa v Franciji, 1375–1528
Francoski umetniki (vključno z vojvodinami, kot je Burgundija) so bili pogosto povezani z dvori, ki so zagotavljali iluminirane rokopise in portrete za plemstvo, pa tudi nabožne in oltarne slike. Med najbolj znanimi so bili bratje Limbourg, flamski iluminatorji in ustvarjalci Sijajni horarij vojvode Berrijskega (vrsta molitvenika). Jean Fouquet, slikar kraljevega dvora, je leta 1437 obiskal Italijo, kar se je odražalo v vplivu florentinskih slikarjev, kot je Paolo Uccello. Čeprav je najbolj znan po svojih portretih, kot je bil Karel VII. Francoski, je Fouquet ustvaril tudi iluminacije in naj bi bil izumitelj portretne miniature. V tem času je bilo več umetnikov, ki so slikali slovite oltarne slike, ki so slogovno precej drugačne od italijanskih in flamskih. Med njimi sta dva enigmatična lika, Enguerrand Quarton, ki mu je pripisana Pieta iz Villeneuve-lès-Avignona in Jean Hey, znan tudi kot 'Mojster iz Moulinsa' po svojem najbolj znanem delu, Moulinsov oltar. V teh delih je realizem in natančno opazovanje človeške figure, čustev in osvetlitve v kombinaciji s srednjeveško formalnostjo, ki vključuje pozlačeno ozadje.

### Visoka renesansa v Italiji, 1475–1525
'Univerzalni genij' Leonardo da Vinci je še bolj izpopolnil vidike slikovne umetnosti (osvetlitev, linearno in atmosfersko perspektivo, anatomijo, skrajšanje in karakterizacijo), s katero so se ukvarjali umetniki zgodnje renesanse, v življenju je študiral in natančno beležil svoja opazovanja naravnega sveta. Njegovo sprejetje oljne barve kot primarnega medija je pomenilo, da je lahko svetlobo in njene učinke na pokrajino in predmete prikaže bolj naravno in z večjim dramatičnim učinkom, kot je bilo do tedaj, kot je pokazala Mona Lisa. Njegovo seciranje trupel je omogočalo razumevanje skeletne in mišične anatomije, kot je razvidno iz nedokončanega Svetega Hieronima. Njegov prikaz človeških čustev v Zadnji večerji, dokončani 1495-1498, je postavil merilo za religiozno slikarstvo.
Umetnost Leonardovega mlajšega sodobnika Michelangela je zavzela zelo drugačno smer. Michelangelo, niti v svojem slikarstvu niti v kiparstvu, ne izkazuje interesa za opazovanje katerega koli naravnega objekta razen človeškega telesa. Svojo tehniko je izpopolnjeval v upodabljanju, v zgodnjih dvajsetih letih pa z ustvarjanjem ogromnega mavričnega kipa Davida in skupine Pieta v baziliki sv. Petra v Rimu. Nato je začel raziskovati ekspresivne možnosti človeške anatomije. Njegova naročila [papež Julij II.|papeža Julija II.]], da poslika strop Sikstinske kapele, je privedel do vrhunske mojstrovine figurativne kompozicije, ki naj bi imela velik vpliv na vse naslednje generacije evropskih umetnikov . Njegovo poznejše delo, Poslednja sodba, naslikana na oltarnem zidu Sikstinske kapele med letoma 1534 in 1541, kaže manierističen (imenovan tudi pozno renesančen) slog s splošno podaljšanimi telesi, ki ga je prevzel od visoko renesančnega sloga med letoma 1520 in 1530.
Poleg Leonarda in Michelangela kot tretjega velikega slikarja visoke renesanse je bil mlajši Rafael, ki je v kratkem življenjskem obdobju naslikal številne resnične in privlačne portrete, vključno Papeža Julija II. in njegovega naslednika Papeža Leona X. in številne portrete Marije in otroka, vključno s Sikstinsko Madono. Njegova smrt leta 1520 v starosti 37 let je po mnenju mnogih umetnostnih zgodovinarjev konec obdobja visoke renesanse, čeprav so nekateri posamezni umetniki nadaljevali delo v visokem renesančnem slogu še več let.
Visoko renesanso v severni Italiji predstavljajo zadnja dela Giovannija Bellinija, zlasti verskih slik, ki vključujejo več velikih oltarnih slik, znanih pod imenom Sacra conversazione, ki kažejo skupino svetnikov okoli ustoličene Marije. Njegov sodobnik Giorgione, ki je leta 1510 umrl pri starosti 32 let, je zapustil majhno število skrivnostnih del, vključno Nevihta, ki ostaja predmet špekulacij. Najstarejša dela Tiziana izvirajo iz obdobja visoke renesanse, vključno z masivno oltarno podobo Marijino vnebovzetje, ki združuje človekovo delovanje in dramatiko s spektakularno barvo in vzdušjem. Tizian je nadaljeval s slikarstvom v splošnem visokorenesančnem slogu do konca svoje kariere v 1570-ih, čeprav je vedno bolj uporabljal barve in svetlobo, da je opredelil svoje figure.

### Nemška renesančna umetnost
Nemška renesančna umetnost spada v širšo kategorijo renesanse v severni Evropi, znani tudi kot severna renesansa. V nemški umetnosti so se v 15. stoletju začeli pojavljati renesančni vplivi, vendar ta trend ni bil razširjen. Gardnerjeva Umetnost skozi obdobja identificira Michaela Pacherja, slikarja in kiparja, kot prvega nemškega (južnotirolskega) umetnika, katerega delo začne kazati italijanske renesančne vplive. V skladu s tem virom je Pacherjeva slika, Sveti Wolfgang prisili hudiča, da drži njegovo molitveno knjigo (okoli 1481), v poznem gotskem slogu, pa tudi kaže vpliv italijanskega umetnika Mantegne. 
Obrtniki, kot so graverji, so se bolj ukvarjali z estetiko kot z izpopolnjevanjem obrti. Nemčija je imela glavne graverje, kot je Martin Schongauer, ki je umrl v poznih 1400-ih. Gardner povezuje to obvladovanje grafike z napredkom pri tiskanju, ki se je zgodil v Nemčiji in pravi, da je v času renesanse lesorez zamenjalo graviranje kovin . Nekateri umetniki, kot je Albrecht Dürer, so nadaljevali z lesom. Oba Gardner in Russell opisujeta fino kakovost Dürerjevih lesorezov, pri čemer je Russell v Svet Dürerja zapisal, da jih je Dürer »dvignil v visoka umetniška dela«. 
V 1500-ih je renesančna umetnost v Nemčiji postala bolj pogosta, kot pravi Gardner, »Umetnost severne Evrope v 16. stoletju zaznamuje nenadna zavest o napredku italijanske renesanse in želja, da se ta novi slog ujame«. Med najbolj znanimi praktiki nemške renesančne umetnosti je bil Albrecht Dürer (1471–1528). Dürerjeva fascinacija s klasičnimi idejami ga je pripeljala v Italijo, da bi študiral umetnost. Oba Gardner in Russell sta priznala pomen Dürerjevega prispevka k nemški umetnosti pri uvajanju italijanskih slogov in idej v Nemčijo. Russell to imenuje »Odpiranje gotskih oken nemške umetnosti«, medtem ko ga Gardner imenuje Dürerjeva »življenjska misija«. Pomembno je, kot poudarja Gardner, da je bil Dürer prvi severni umetnik, ki je popolnoma razumel osnovne cilje južne renesanse, čeprav njegov slog tega ni vedno odražal. Isti vir pravi, da je Hans Holbein mlajši (1497-1543) uspešno prevzel italijanske ideje in hkrati ohranil »severne tradicije tesnega realizma«. To je v nasprotju z Dürerjevo težnjo po delu v »svojem maternem nemškem slogu«  namesto združevanja nemških in italijanskih slogov. 
Drugi pomembni umetniki nemške renesanse so bili Matthias Grünewald , Albrecht Altdorfer in Lucas Cranach starejši.

## Anglija, Škotska
Anglija je zelo pozno razvila renesančni slog, večina umetnikov na dvoru Tudorjev so bili uvoženi tujci, po navadi iz Nizozemskih dežel, vključno s Hansom Holbeinom mlajšim, ki je umrl v Angliji. Izjema je bila portretna miniatura, ki so jo umetniki, vključno Nicholas Hilliard, razvili v poseben žanr, še preden je postala priljubljena v preostali Evropi. 
Renesančna umetnost na Škotskem je bila podobno odvisna od uvoženih umetnikov in je bila večinoma omejena na dvor.

## Teme in simbolizem
Renesančni umetniki so naslikali veliko različnih tem. Verske oltarne slike, freske in majhna dela za zasebno čaščenje so bile zelo priljubljene. Za navdih so se slikarji v Italiji in severni Evropi pogosto obrnili na Zlato legendo (Legenda aurea) (1260) Jacuba da Voragina, zelo vplivno knjigo virov za življenje svetnikov, ki je že močno vplivala na srednjeveške umetnike. Ponovno rojstvo klasičnega antičnega in renesančnega humanizma je prav tako privedlo do številnih mitoloških in zgodovinskih slik. Ovidove zgodbe so bile na primer zelo priljubljene. Na dekorativni ornament, ki se pogosto uporablja v naslikanih arhitekturnih elementih, so vplivali predvsem klasični rimski motivi.

## Tehnike
- uporaba proporcev - prva večja obravnava slike kot okna v vesolje se je pojavila v delu Giotta di Bondoneja, na začetku 14. stoletja. Resnično linearno perspektivo so pozneje formalizirali Filippo Brunelleschi in Leon Battista Alberti. Poleg bolj realistične predstavitve umetnosti je presenetila slikarje v skladanje več slik.
- skrajšanje - izraz skrajšanje se nanaša na umetniški učinek skrajševanja črt na risbi, da bi ustvarili iluzijo globine.
- sfumato - izraz je skoval italijanski renesančni umetnik Leonardo da Vinci in se nanaša na likovno slikarsko tehniko zamegljevanja ali mehčanja ostrih obrisov s subtilnim in postopnim mešanjem enega tona v drugega z uporabo tanke glazure. Iluzijo globine ali tridimenzionalnosti. To izhaja iz italijanske besede sfumare, ki pomeni 'izhlapevanje' ali 'izginjanje'. Latinski izvor je fumare, 'kajenje'.
- chiaroscúro - izraz chiaroscúro se nanaša na efekt modeliranja likovnega slikarstva z uporabo močnega kontrasta med svetlim in temnim, da bi ustvarili iluzijo globine ali tridimenzionalnosti. To izhaja iz italijanskih besed, ki pomenijo svetlobo (chiaro) in temno (scuro), tehniko, ki se je v baroku široko uporabljala.

## Italijanski umetniki
- Leon Battista Alberti (1404–1472)
- Fra Angelico (c. 1395 – 1455)
- Biagio d'Antonio (1446 – 1. junij 1516)
- Giotto di Bondone (1267–1337)
- Donatello (c. 1386 – december 13, 1466)
- Leonardo da Vinci (15. april 1452 – 2. maj 1519)
- Michelangelo (6. marec 1475 – 18. februar 1564)
- Rafael (6. april ali 28. marec 1483 – 6. april 1520)
- Sandro Botticelli (c. 1445 – 17. maj 1510)
- Masaccio (21. december 1401 – 1428)
- Domenico Veneziano (c. 1410 – 15. maj 1461)
- Filippo Lippi (c. 1406 – 8. oktober 1469)
- Andrea del Castagno (c. 1421 – 19. avgust 1457)
- Piero di Cosimo (2. januar 1462 – 12. april 1522)
- Paolo Uccello (1397 – 10 December 1475)
- Antonello da Messina (c. 1430 – februar 1479)
- Pisanello (c. 1395 – c. 1455)
- Andrea Mantegna (c. 1431 – 13. september 1506)
- Luca Signorelli (c. 1445 – 16. oktober 1523)
- Alessio Baldovinetti (14. oktober 1425 – 29. avgust 1499)
- Piero della Francesca (c. 1415 – 12. oktober 1492)
- Masolino (c. 1383 – c. 1447)
- Tizian (c. 1488/1490 – 27. avgust 1576)
- Andrea del Verrocchio (c. 1435 – 1488)
- Domenico Ghirlandaio (1449 – 11. januar 1494)
- Benozzo Gozzoli (c. 1421 – 1497)
- Carlo Crivelli (c. 1435 – c. 1495)
- Marco Cardisco (c. 1486 – c. 1542)
- Pietro Negroni (c. 1505 – c. 1565)

## Umetniki Nizozemskih dežel
- Jean Bellegambe (c. 1470 – 1535)
- Hieronymus Bosch (c. 1450 – 1516)
- Dirk Bouts (1415 – 6. maj 1475)
- Robert Campin (c. 1380 – 1444)
- Petrus Christus (1410/1420–1472)
- Jacques Daret
- Gerard David (c. 1455 – 1523)
- Hubert van Eyck (1366?–1426)
- Jan van Eyck (1385?–1440?)
- Geertgen tot Sint Jans
- Hugo van der Goes
- Adriaen Isenbrant (c. 1490 – 1551)
- Bratje Limbourg
- Quentin Matsys (1466–1530)
- Hans Memling (c. 1430 – 1494)
- Joachim Patinir
- Rogier van der Weyden (Rogier de la Pasture)

## Nemški umetniki
- Albrecht Altdorfer (c. 1480–1538)
- Hans Baldung (c. 1480 – 1545), Alzačan
- Leonhard Beck (c. 1480 – 1542)
- Barthel Bruyn starejši (1493 – 1555)
- Hans Burgkmair (1473 – 1531)
- Lucas Cranach starejši (1472 – 1553)
- Lucas Cranach mlajši (1515 – 1586)
- Albrecht Dürer (1471 – 1528)
- Conrad Faber von Kreuznach (c. 1500 – c. 1553)
- Matthias Grünewald (c. 1470 – 1528)
- Hans Holbein starejši (c. 1460 – 1524)
- Hans Holbein mlajši (c. 1497 – 1543)
- Ambrosius Holbein (1494 – 1519)
- Jerg Ratgeb (c. 1480 – 1526)
- Wilhelm Stetter (1487 – 1552), Alzačan

## Francoski umetniki
- Jean Fouquet (1420–1481)
- Jean Clouet (1480–1541)
- François Clouet (c. 1510 – 22. december 1572)
- Barthélemy d'Eyck (c. 1420 – po 1470)
- Nicolas Froment (c. 1435 – c. 1486)
- Jean Hey (znan kot Mojster iz Moulinsa) (ca. 1475 – ca. 1505)
- Simon Marmion (c. 1425 – 24./25. december 1489)
- Enguerrand Quarton (c. 1410 – c. 1466)

## Španski umetniki
- Bartolomé Bermejo
- Pedro Berruguete
- Ayne Bru
- Juan de Flandes
- Luis de Morales
- Jaume Huguet
- Paolo da San Leocadio
- Alonso Sánchez Coello
- El Greco
- Bartolomé Esteban Murillo

## Dela
- Gentski oltar, Hubert in Jan van Eyck
- Portret Arnolfinijev, Jan van Eyck
- Werlov triptih, Robert Campin
- Portinarijev oltar, Hugo van der Goes
- Snemanje s križa, Rogier van der Weyden
- Bičanje Kristusa, Piero della Francesca
- Pomlad, Sandro Botticelli
- Objokovanje Kristusa, Mantegna
- Zadnja večerja, Leonardo da Vinci
- Atenska šola, Rafael
- Strop Sikstinske kapele, Michelangelo
- Konjeniški portret Karla V., Tizian
- Isenheimski oltar, Matthias Grünewald
- Melanholija I., Albrecht Dürer
- Ambasadorja, Hans Holbein mlajši
- Melunski diptih, Jean Fouquet
- Paneli svetega Vincenca, Nuno Gonçalves

## Glavne zbirke
- Narodna galerija, London
- Louvre, Pariz
- Narodna galerija umetnosti, Washington D. C.
- Gemäldegalerie, Berlin
- Metropolitanski muzej umetnosti, New York
- National Art Museum of Azerbaijan, Baku
- Musee Communal des Beaux-Arts, Brugge, Belgija
- Groeningov muzej, Brugge, Belgija
- Muzej Prado, Madrid, Španija – za dela Hieronymusa Boscha
- Galerija Uffizi, Firence
- Château d'Écouen, Écouen, Francija